# Djimon Hounsou
Djimon Gaston Hounsou (født 24. april 1964 i Cotonou, Benin) er en beninsk skuespiller, danser og fotomodel.
Han blev oscarnomineret i kategorien Oscar for bedste mandlige birolle for rollen som Mateo i filmen In America. Til Oscaruddelingen 2007 blev han på ny nomineret til bedste mandlige birolle for filmen Blood Diamond.[kilde mangler]

## Udvalgt filmografi
| År   | Dansk titel                                | Original titel                             | Rolle              |
| 1995 | Stargate                                   | Stargate                                   | Horus              |
| 1997 | Amistad                                    | Amistad                                    | Cinque             |
| 2000 | Gladiator                                  | Gladiator                                  | Juba               |
| 2002 | In America                                 | In America                                 | Mateo              |
| 2003 | Lara Croft Tomb Raider: The Cradle of Life | Lara Croft Tomb Raider: The Cradle of Life | Kosa               |
| 2005 | Constantine                                | Constantine                                | Papa Midnite       |
| 2005 | The Island                                 | The Island                                 | Albert Laurent     |
| 2005 | Beauty Shop                                | Beauty Shop                                | Joe                |
| 2006 | Blood Diamond                              | Blood Diamond                              | Solomon Vandy      |
| 2006 | Eragon                                     | Eragon                                     | Ajihad             |
| 2009 | Push                                       | Push                                       | Agent Henry Carver |
| 2014 | Guardians of the Galaxy                    | Guardians of the Galaxy                    | Korath             |
| 2015 | Fast & Furious 7                           | Furious 7                                  | Mose Jakande       |
| 2018 | Aquaman                                    | Aquaman                                    | Fisherman King     |
| 2019 | Captain Marvel                             | Captain Marvel                             | Korath             |
| 2019 | Shazam!                                    | Shazam!                                    | Troldmanden Shazam |